# Palazzo Varese
Palazzo Varese, mais tarde conhecido como Palazzo degli Atti, é um palácio do século XVII localizado no número 16 da Via Giulia, no rione Regola de Roma, quase em frente à igreja de Santa Caterina da Siena a Via Giulia. Construído em 1495, foi totalmente reconstruído entre 1617 e 1618 por Carlo Maderno para o monsenhor Diomede Varese.